# سید مرتضی مشیر
سید مرتضی مشیر سیاست‌مدار ایرانی بود، که در دوره بیست و چهارم مجلس شورای ملی به عنوان نماینده فسا از استان فارس در مجلس شورای ملی حضور داشت.